# 신경아교세포주 유래 신경영양인자

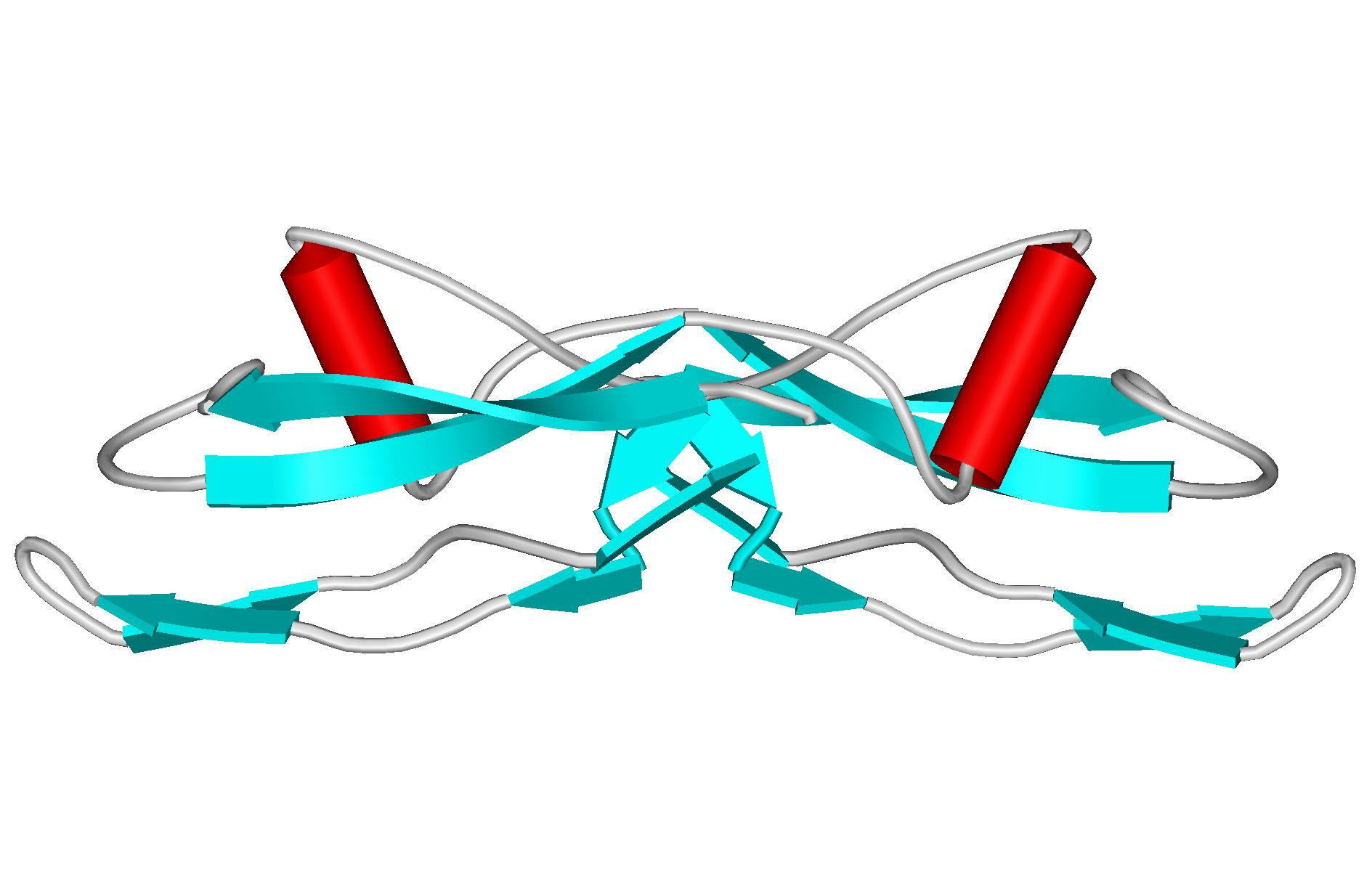
신경아교세포주 유래 신경영양인자(GDNF)의 3차원 구조

신경아교세포주 유래 신경영양인자(神經阿膠細胞由來神經營養因子, 영어: glial cell line-derived neurotrophic factor, GDNF)는 사람의 신경아교세포에서 분비되는 GDNF 유전자에 의해 암호화되는 단백질이다. 신경아교세포주 유래 신경영양인자는 많은 종류의 뉴런의 생존을 강력하게 촉진하는 작은 단백질이다. GFRα 수용체(GFRα(GDNF family receptor-α) receptor) 특히 GFRα1(GDNF family receptor alpha-1 또는 GFRA1으로도 표기)을 통해 신호를 보낸다.

## 신경성장인자
신경영양인자(神經營養因子, neurotrophic factor)는 신경 세포의 증식, 분화 및 생존에 관여하는 물질이다. 여러 종류의 세포에서 분비된다.

## 같이 보기
- BDNF
- 파킨슨병